# Edmund Butt
Pour les articles homonymes, voir Butt.
Edmund Butt est un compositeur de musique de film et de séries télévisées.

## Filmographie
- 1998 : The Cask of Amontillado
- 1999 : Dead Bolt Dead
- 2000 : 24 Hours in London
- 2000 : Headless (série télévisée)
- 2001 : The Residents (série télévisée)
- 2001 : Cavale australe ("Do or Die") (feuilleton TV)
- 2001 : Men Only (TV)
- 2001 : Table 12 (série télévisée)
- 2001 : Revelation
- 2002 : Club Le Monde
- 2002 : The Stretford Wives (TV)
- 2002 : Menace (TV)
- 2002 : Jeffrey Archer: The Truth (TV)
- 2003 : Trust (série télévisée)
- 2003 : Without You (TV)
- 2003 : Murphy's Law: Electric Bill (TV)
- 2003 : Murphy's Law: Manic Munday (TV)
- 2003 : Murphy's Law: Reunion (TV)
- 2003 : Murphy's Law: Kiss and Tell (TV)
- 2003 : Indian Dream (TV)
- 2003 : The Silent Treatment
- 2003 : Ancient Egyptians (série télévisée)
- 2004 : Every Time You Look at Me (TV)
- 2004 : When I'm 64 (TV)
- 2005 : The Dark
- 2005 : Secret Smile (TV)
- 2005 - 2006 : Afterlife (TV)
- 2006 : Life on Mars (TV)
- 2006 : True North
- 2008 : Ashes to Ashes (TV)
- 2008 : Survivors (TV)
- 2008 : Mistresses (TV)
- 2013 : In The Flesh (TV)
- 2022 : Dalíland de Mary Harron
- 2023 : Le Club des Miracles de Thaddeus O'Sullivan